# Кузьмин, Иван Николаевич
Иван Николаевич Кузьмин (р. 25 апреля 1962) — первый заслуженный мастер спорта России (1996 год) по спортивному ориентированию, первый российский чемпион мира по лыжному ориентированию, нарушивший гегемонию скандинавских спортсменов в этом виде спорта, первый почётный член ФСО России.

## Спортивные достижения
На зимнем чемпионате мира в 1988 году в Финляндии был 6-м на классической дистанции, 15-м на короткой дистанции и в составе эстафетной команды СССР (Иван Кузьмин, Александр Левичев, Николай Лузин, Михаил Зорин) занял 4-е место.
На чемпионате мира по спортивному ориентированию на лыжах 1994 года в Италии он разделил первое место на короткой дистанции с итальянцем Николо Коррадини (Nicolo Corradini).

## Деятельность
Сын известного российского учёного-лыжника Николая Кузьмина, публиковавшего свои работы в таком издании, как старый («советский») журнал «Лыжный спорт».
Создатель и многолетний руководитель торгового дома «Лыжный мир» — дистрибьютора в России таких брендов, как «Madshus», «Alpina», «Toko», «Odlo», «Rottefella» и другие.
Член редакционного совета журнала «Лыжные гонки» (1996—1998), журнала «Лыжный спорт» (с 1998 года по настоящее время), автор нескольких публикаций на его страницах. В частности, Кузьмин — автор часто цитируемой в Рунете статьи «Родителям подрастающих лыжников», опубликованной в журнале «Лыжный спорт» № 8 в 1998 году.
Организатор таких резонансных лыжных гонок, как «Madshus-спринт» в Москве на Нагорной, «ОМК-спринт» в Чусовом, «Кант-спринт» на Нагорной и других.